# 蛇幢星云
蛇幢星雲（也稱為巴納德 72）是在蛇夫座內的一個暗星雲。它雖然小但形狀很明顯的呈現S型，位置就在菸斗星雲煙斗的北北西方的邊緣上，在銀河的眾星之前，以西北向東南的走向，厚度約在2′和3′周圍約為6′。在足夠黑暗的天空下，使用4" 到 6"的望遠鏡就可以清楚的看到。
它是巨大的黑馬星雲的一部分。
在蛇幢星雲的右邊可以發現巴納德 68，在下方則可以發現巴納德 69, 巴納德 70和巴納德 74.